# Rhynchée d'Australie
Rostratula australis
Espèce
Statut de conservation UICN

 EN C2a(ii) : En danger
La Rhynchée d'Australie (Rostratula australis) est une espèce de limicoles de la famille des Rostratulidae. Elle présente un dimorphisme sexuel inversé (la femelle étant plus colorée que le mâle).

## Taxonomie
Décrite par Gould en 1838 comme une espèce à part entière, elle a longtemps été considérée comme une sous-espèce de la Rhynchée peinte avant de retrouver son statut spécifique en 2007.

## Description

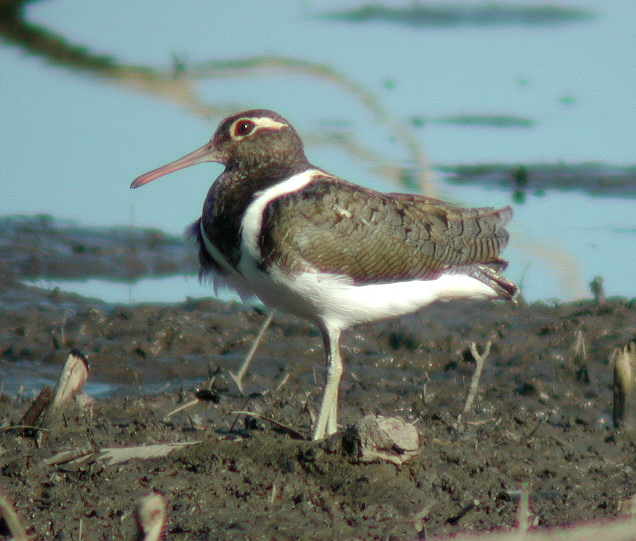
Une femelle.

Cette espèce est plus grande que la Rhynchée peinte avec des ailes nettement plus longues mais le bec et les tarses plus courts.

## Répartition
Cet oiseau vit dans le nord et l'est de l'Australie.